# Huancayo
Huancayo a perui Junín megye székhelye. Fontos gazdasági központ, a megye ipari termelésének 75%-át adja.

## Földrajz
A település Peru középpontjától kissé délre, az Andok hegyei között épült fel, a Mantaro folyó völgyében, annak keleti partján. Éghajlata viszonylag hideg és száraz, a leghidegebb hónap a június, a legmelegebb a november.

## Története
Huancayót (kecsua nyelven: Wankayuq) 1572. június 1-én alapította („indián falu”-ként) a spanyol Jerónimo Silva. A 19. század eleji függetlenségi háború során Marcelo Granados városi kormányzó itt már több hónappal azelőtt, 1820. november 20-án kikiáltotta a függetlenséget, minthogy az egész országra vonatkozóan José de San Martín tábornok megtette volna. 1822. március 20-án jelent meg az a rendelet, amely ciudad rangot adományozott a településnek, majd 1864. november 16-án az önálló Huancayo tartomány megalakulása függetlenítette a várost Jauja addigi fennhatóságától. 1908. szeptember 24-én nyitották meg a Huancayót Limával összekötő vasutat, ami gyors fejlődést indított el a térségben. 1931. január 15-én Luis Miguel Sánchez Cerro kormányzata elrendelte, hogy Junín megye székhelye Cerro de Pasco városából Huancayóba költözzön át, többek között azért, mert a 4350 méteres magasságban fekvő Cerro de Pasco ritka levegője nehézzé tette az ottani (főleg idős) funkcionáriusok életét.

## Turizmus, látnivalók
Huancayo kedvelt turisztikai célpont, mert viszonylag közel fekszik a fővároshoz, és mind környékének, mind magának a városnak számos látnivalója van. Főtere a Plaza de la Constitución, amely nevét az 1812-es cádizi alkotmányról kapta. Az anyák és a rabszolgaságot eltörlő Ramón Castilla y Marquezado marsall emlékműve mellett fő látnivalója a klasszicista stílusú székesegyház. A legrégebbi tér viszont nem ez, hanem a Plaza Huamanmarca, ahonnan a híres, ma is megtartott hetivásárok szokása is ered. A Szalézi Múzeumban régészeti, érme- és bélyeggyűjtemények mellett a vidék állatvilágát és kőzeteit bemutató kiállítás is helyet kapott. A város mellett található a Cerrito de la Libertad nevű hegy, amelyről jó kilátás nyílik a völgyre, valamint pihenőparkot is kialakítottak. Errefelé található a Torre Torre nevű különleges geológiai képződmény is.

## Képek

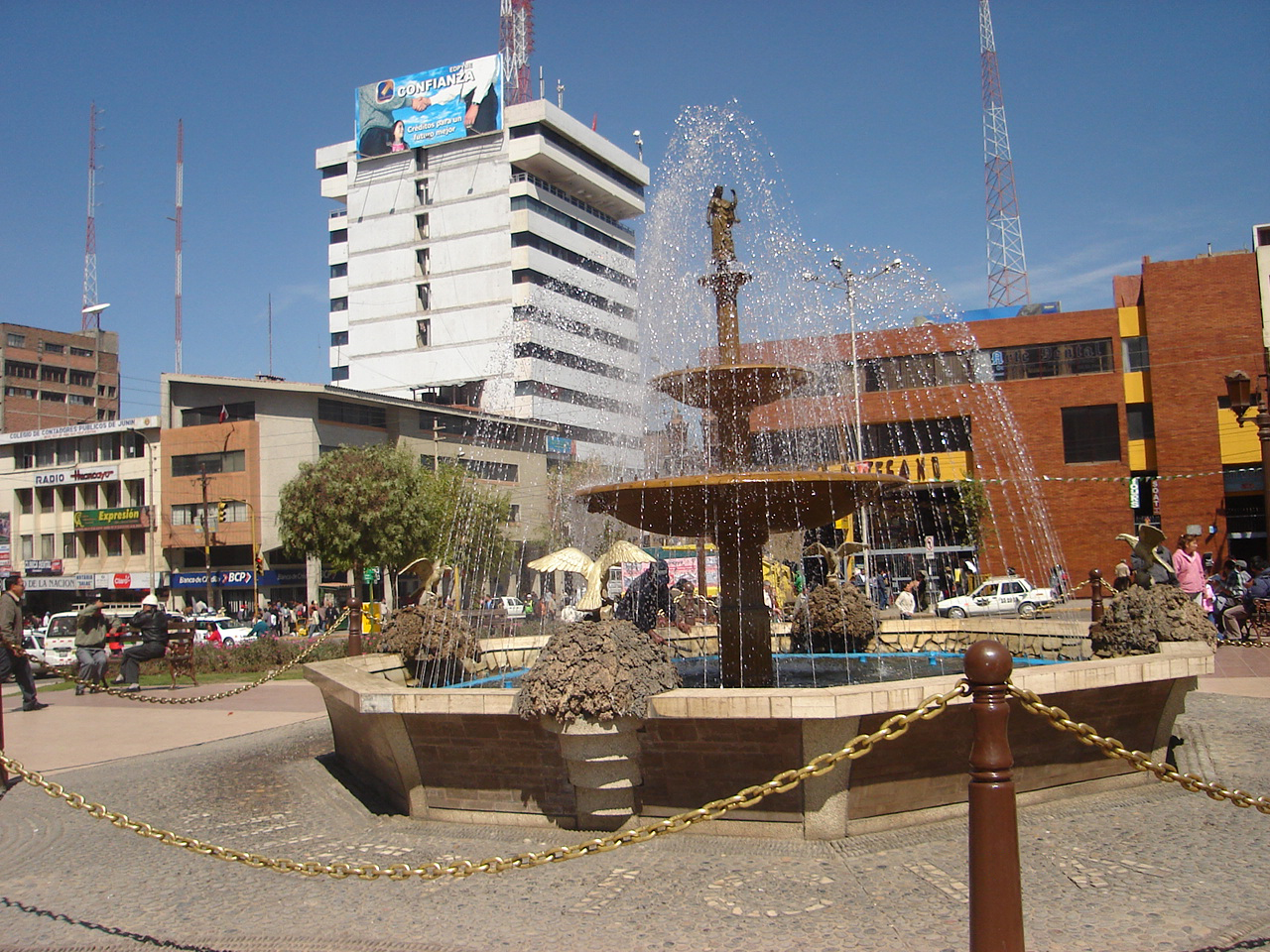
Szökőkút a Plaza de la Constitución téren
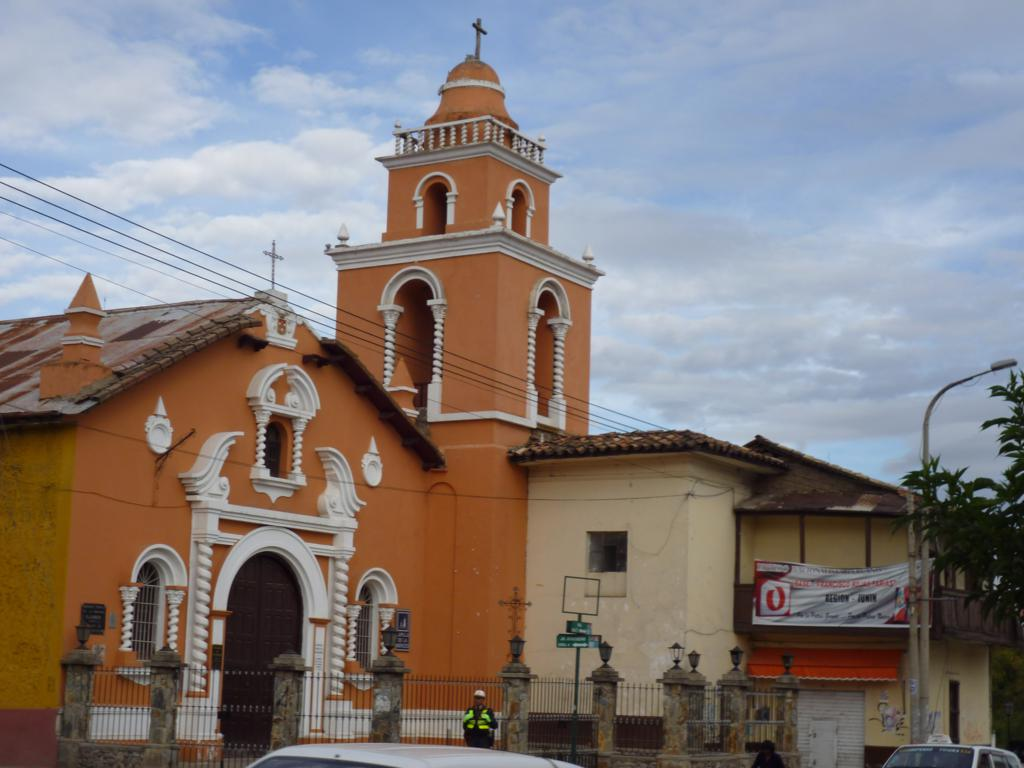
A La Merced-templom
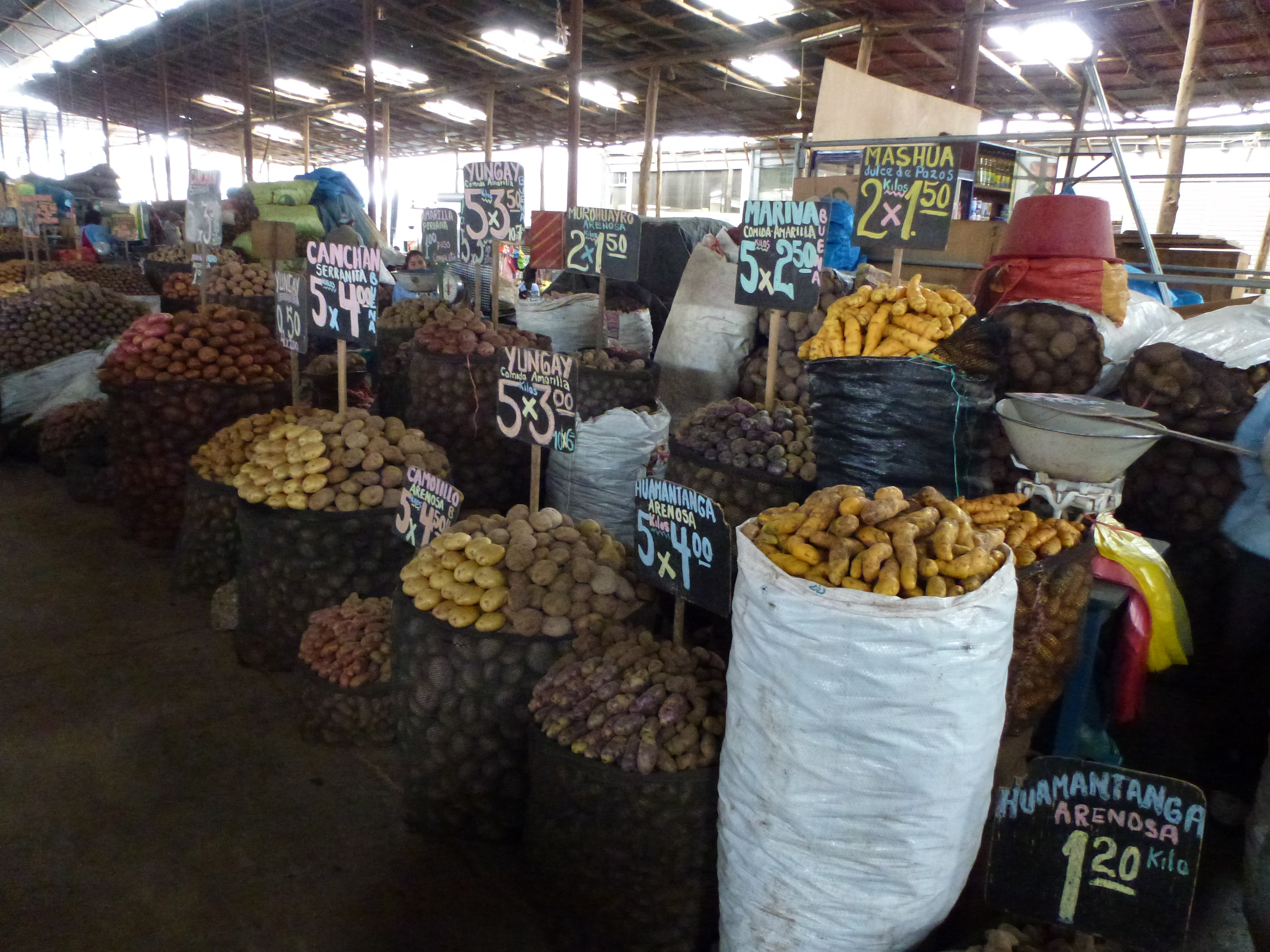
Különféle krumplik a helyi piacon
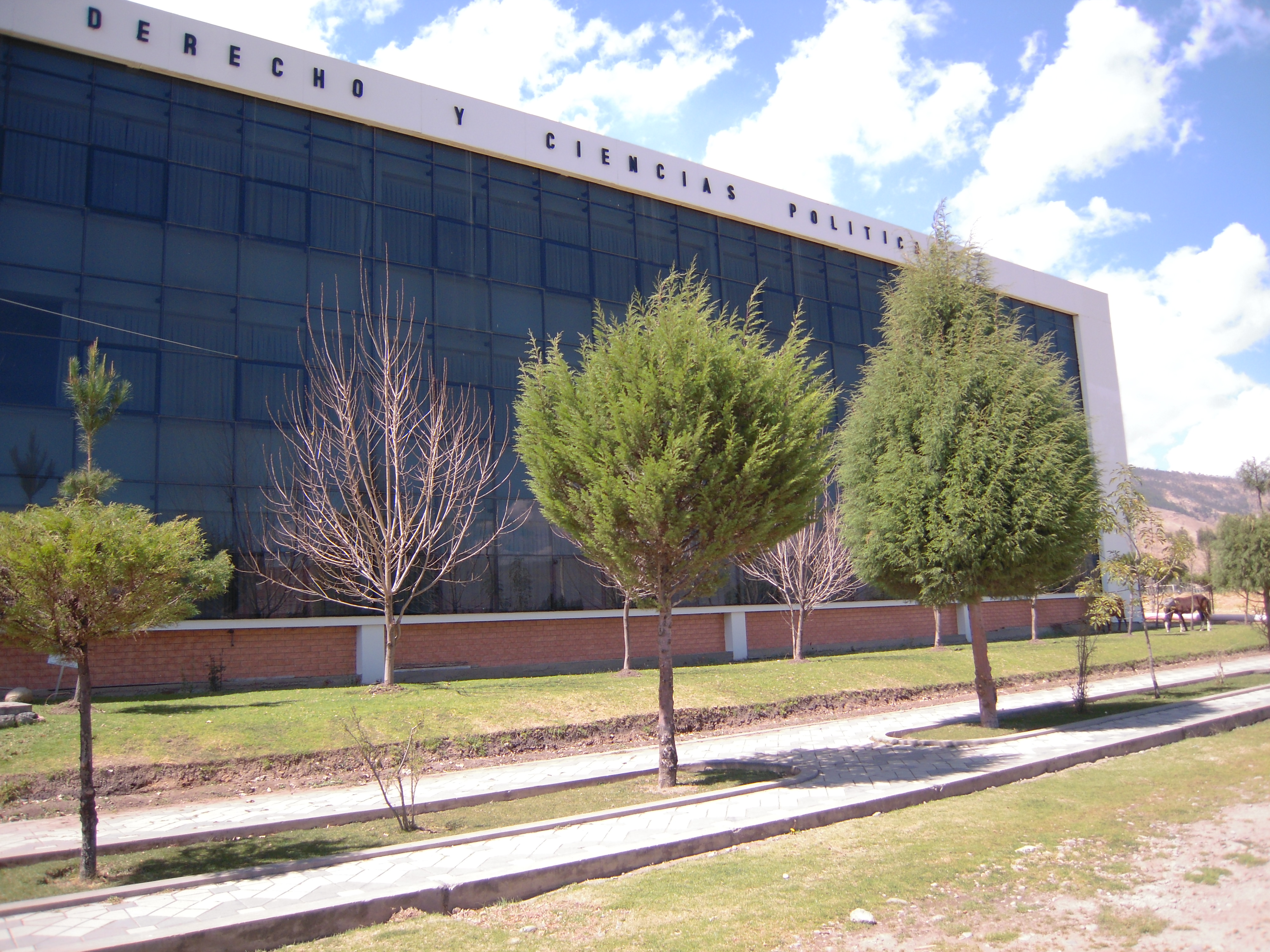
A Perui Andok Egyetem (UPLA) egyik épülete